# Lidl–Trek
Lidl–Trek (cod UCI: LTK) este o echipă profesionistă de ciclism americană. Numită Radioshack-Nissan, în 2014, Trek a preluat proprietatea echipei și licența ProTeam. 

## Legături externe
- Site web oficial